# Gaig de casc
El gaig de casc (Cyanocorax chrysops) és una espècie d'ocell de la família dels còrvids (Corvidae) que habita boscos i matolls de l'est de Bolívia, el Paraguai, Brasil, nord de l'Argentina i l'Uruguai.